# Sablon
Sablon is een Belgisch bedrijf dat handelt in speelgoed maar vroeger ook een modelautofabrikant was.
Sablon startte in 1968 met een serie 1:43 modellen. De auto's bleken na verloop van tijd uit elkaar te vallen door een reactie in het metaal en ook de rubberen bandjes op de wielen reageerden op de plastic velgjes, waardoor deze "smolten". Vandaar dat de modellen tegenwoordig moeilijk in goede toestand te vinden zijn. Men stopte al vrij snel met de productie van deze wagentjes. De mallen zijn verkocht aan de Spaanse firma Nacoral.
Een aantal van de modellen zijn gebruikt als reclamemateriaal voor Chocolat Jacques, met aangepaste verpakking en bodemplaat. Door een bepaalde hoeveelheid wikkels in te leveren kon men een modelauto krijgen.

## Lijst van modellen
- Porsche 911 Targa
- Mercedes-Benz 250 SE
- Renault 16
- BMW 1600
- BMW 2000 CS
- Lamborghini Marzal
- NSU Ro80
- BMW 1600 GT
- Porsche 911 Targa (met dak)
- Mercedes-Benz 250 SE (politie)
- Porsche 911 Targa (politie)
- BMW/Glas 3000 GT
- Mercedes-Benz 200
- Renault 16 (politie)
- Mercedes-Benz LP vrachtwagen met open laadbak
- Mercedes-Benz LP vrachtwagen met kieper
- Mercedes-Benz LP vrachtwagen met bak
- Mercedes-Benz LP vrachtwagen met tank
- Mercedes-Benz LP vrachtwagen met afsleepkraan
- Mercedes-Benz LP vrachtwagen voor vee
- Mercedes-Benz LP vrachtwagen met afgedekte laadbak
- Mercedes-Benz LP vrachtwagen met laadbak die aan alle zijden te openen is

Abrex ·
Action ·
Agat ·
AHC Models ·
Amalgam ·
AWM ·
Apek ·
Artitec ·
Aurometal ·
Autoart ·
B-A-C ·
Bandai ·
Barlux ·
Best box ·
Bburago ·
BGM ·
Biante ·
Blue Box ·
Brami ·
Brekina ·
Britains ·
Buby ·
Budgie ·
Bymo ·
Cararama ·
Carex ·
Carisma ·
Carson ·
Charbens ·
Champion ·
CM's ·
Compact Specials Europe ·
Conrad ·
Corgi ·
Darda ·
DeAgostini ·
De Backer ·
Diamond Label ·
Dinky Toys ·
Doorkey ·
Edocar ·
Efsi ·
Eko ·
Elekon ·
Eligor ·
Ellas ·
ERTL ·
Espewe ·
Estetyka ·
Exoto ·
Faller ·
Galgo ·
Gama ·
Gasquy ·
Gisima ·
GMP ·
Greenlight ·
Grell ·
Guiloy ·
Guisval ·
Hasegawa ·
Herpa ·
Highspeed ·
Holland Oto ·
Hongwell ·
Hot Wheels ·
Husky ·
Igra ·
Italeri ·
J.M.K. ·
Jada Toys ·
Joal ·
Johnny Lightning ·
Jouef ·
Joy city ·
Kaden ·
KEES ·
Kenner ·
Kentoys ·
Konami ·
KOVAP ·
Kyosho ·
LEGO ·
Lesney ·
Limocars ·
Lion Toys ·
Lledo ·
Lone Star ·
Maisto ·
Majorette ·
Märklin ·
Marx ·
Matchbox ·
Mebetoys ·
Mercury ·
Metchy ·
Miho ·
Miniauto ·
MiniChamps ·
Mira ·
Monogram ·
Monti System ·
Morestone ·
MotorMax ·
Muky ·
Neo Scale Models ·
New Ray ·
Norev ·
Norscot ·
Novoexport ·
NZG ·
Onyx ·
Oxford Diecast ·
Permot ·
Pilen ·
Pioneer ·
Plasticart ·
Playart ·
Pocher ·
Poliguri ·
Polistil ·
Politoys ·
Portegies ·
Premium Classixxs ·
Racing Champions ·
Radon ·
Rainbow Toys ·
R.A.M.I. ·
Realtoy ·
Real-X ·
Redbox ·
REI ·
Replicars ·
Retro 43 ·
Revell ·
Rietze ·
Rivarossi ·
Road Signature ·
Roco ·
Ros ·
RW Modell ·
Sablon ·
Safir ·
Schabak ·
Schuco ·
SEBA ·
Septoy ·
Shelby Collectables ·
SIKU ·
Směr ·
Solido ·
Spark ·
Speedy ·
Summer ·
Tamiya ·
Tantal ·
Tekno ·
Tematoys ·
Tin Toys ·
Tomica ·
Tonka ·
Tootsietoy ·
Tuf Tots ·
Universal Hobbies ·
Valvoline ·
Vemi ·
Welly ·
Wiking ·
Winner ·
Wörlein ·
WSI ·
X-concepts ·
Yatming ·
Yaxon ·
Yow Modellini ·
Zee toys ·
Zylmex